# Grzegorz Domański

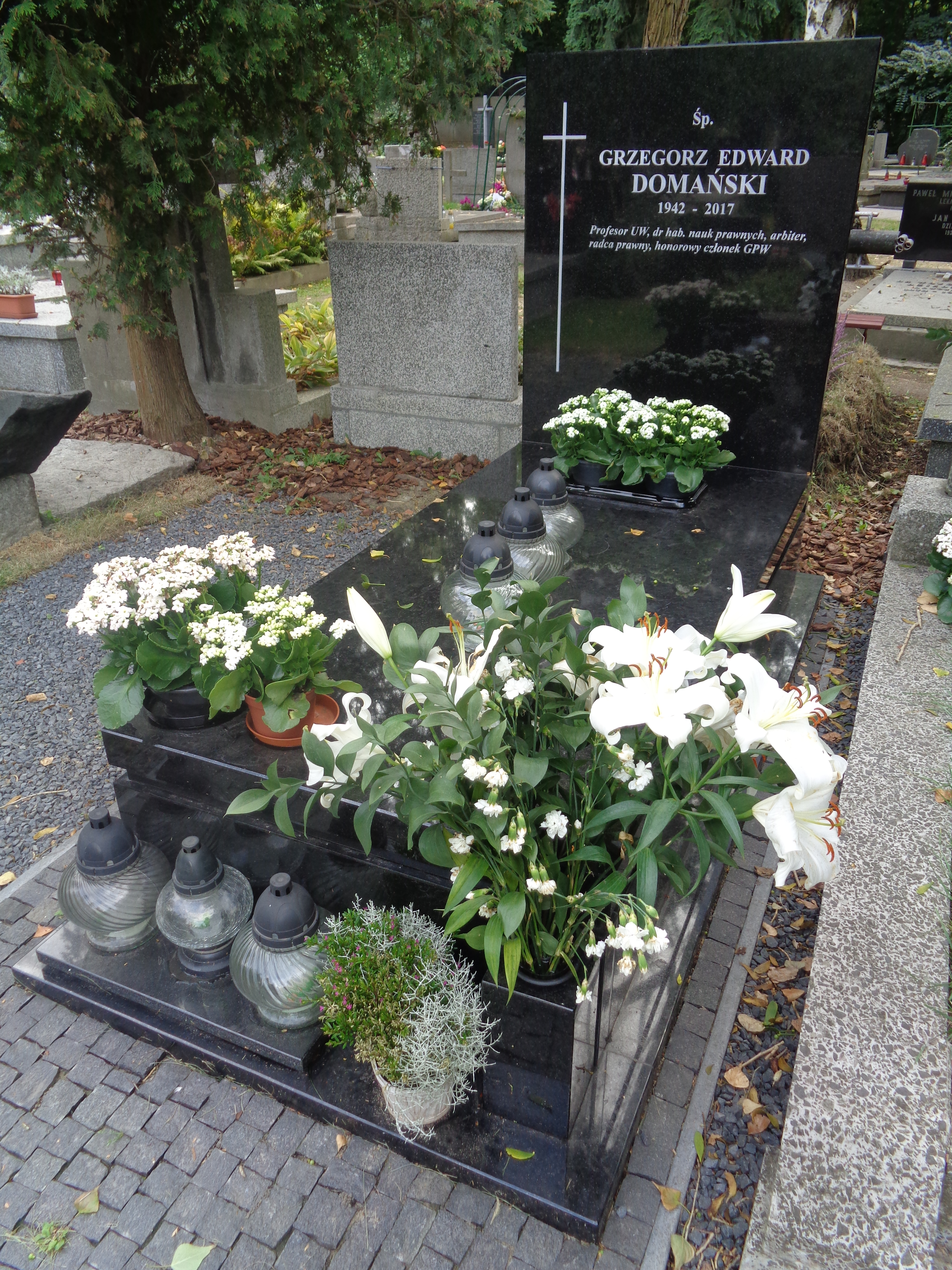
Grób Grzegorza Domańskiego na Cmentarzu Wojskowym na Powązkach

Grzegorz Edward Domański (ur. 17 listopada 1942 w Warszawie, zm. 11 lutego 2017 tamże) – polski prawnik, doktor habilitowany nauk prawnych, profesor nadzwyczajny Uniwersytetu Warszawskiego, specjalista w zakresie prawa cywilnego i prawa handlowego, radca prawny.

## Życiorys
Syn Edwarda i Marii. W 1965 ukończył studia wyższe prawnicze na Wydziale Prawa Uniwersytetu Warszawskiego i tam też w 1971 uzyskał stopień doktora nauk prawnych. W 1974 ukończył studia podyplomowe w New York University School of Law. W 1979 pracował jako visiting scholar w Columbia Law School w Nowym Jorku. W 1980 otrzymał stopień doktora habilitowanego nauk prawnych na macierzystym wydziale. Do września 2012 był profesorem na Wydziale Zarządzania UW, kierownikiem stworzonego przez siebie Zakładu Cywilno-Prawnych Problemów Zarządzania, wykładowcą prawa spółek i prawa papierów wartościowych.
Doradca Ministra Przekształceń Własnościowych w latach 1990–1995, a w latach 1998–2000 doradca i członek Gabinetu Politycznego wicepremiera Leszka Balcerowicza. Uczestniczył w projektach prywatyzacyjnych prowadzonych przez Bank Światowy i EBOR na Białorusi i Ukrainie.
Pierwszy i wieloletni Prezes Rady Giełdy Papierów Wartościowych w Warszawie (GPW). Był również pierwszym indywidualnym i honorowym członkiem GPW.
Współautor projektów ustaw o prywatyzacji przedsiębiorstw państwowych, spółek z udziałem kapitału zagranicznego, o publicznym obrocie papierami wartościowymi oraz o narodowych funduszach inwestycyjnych i ich prywatyzacji. Był też współautorem regulaminów i wewnętrznych regulacji giełdowych, a także zasad dobrych praktyk ładu korporacyjnego przyjętych przez GPW w Warszawie.
Współtwórca i Przewodniczący Komitetu Dobrych Praktyk, a także Polskiego Forum Corporate Governance. Współzałożyciel wraz z Krzysztofem Lisem (1990) Międzynarodowej Fundacji Rozwoju Rynku Kapitałowego i Przekształceń Własnościowych w Rzeczypospolitej Polskiej – Centrum Prywatyzacji (dziś Polska Fundacja Badań nad Zarządzaniem) i w jej ramach Instytutu Rozwoju Biznesu oraz Polskiego Instytutu Dyrektorów.
Od 1997 wspólnik kancelarii prawniczej Domański Zakrzewski Palinka.
Był wielokrotnie pełnomocnikiem stron w postępowaniach przed międzynarodowymi trybunałami arbitrażowymi w sprawach o ochronę inwestycji zagranicznych w Polsce.
Arbiter Sądu Arbitrażowego przy Krajowej Izbie Gospodarczej (KIG) oraz Sądu Arbitrażowego przy GPW. Był też przewodniczącym Sądu Arbitrażowego przy GPW oraz członkiem Rady Arbitrażowej Sądu Arbitrażowego przy KIG.
23 lutego 2017 został pochowany na cmentarzu Wojskowym na Powązkach w Warszawie; kwatera K, rząd 10 miejsce 3.

## Członkostwo w organizacjach
Domański zasiadał w Radzie Głównej Instytutu Allerhanda, Radzie Fundatorów Polskiego Instytutu Dyrektorów oraz w Radzie Fundacji Rozwoju Standardów Rynku Kapitałowego. Członek Okręgowej Izby Radców Prawnych w Warszawie. Był także członkiem International Bar Association.

## Odznaczenia
14 kwietnia 2011 „za wybitne zasługi dla rozwoju rynku giełdowego i kapitałowego w Polsce, za osiągnięcia w podejmowanej z pożytkiem dla kraju pracy zawodowej” prezydent Bronisław Komorowski przyznał Domańskiemu Krzyż Kawalerski Orderu Odrodzenia Polski.

## Wyróżnienia i nagrody
14 kwietnia 2011 uhonorowany nagrodą im. Lesława A. Pagi, przyznawaną wybitnym osobowościom zasłużonym dla kraju i gospodarki, ludziom dynamicznym, skutecznym w działaniu i przede wszystkim reprezentującym najwyższe standardy etyczne i zawodowe.
W rankingach publikowanych przez międzynarodowe wydawnictwa m.in. Chambers & Partners oraz Legal500, był wskazywany jako lider w kategorii „rozwiązywanie sporów” oraz „prawo spółek”. Przez lata był również rekomendowany w kategorii „prawa spółek i prawa handlowego” w Rankingu Kancelarii Prawniczych publikowanym co roku przez dziennik „Rzeczpospolita”.

## Publikacje
- Umowa ramowa na tle prawa niektórych państw EWG i Polski, Wydawnictwo Prawnicze, Warszawa 1989.
- Komentarz do Ustawy o Inwestycjach Zagranicznych, Twigger Publishers, Warszawa 1991 (w języku polskim i angielskim).
- Komentarz do Ustawy o Narodowych Funduszach Inwestycyjnych i ich prywatyzacji (współautor), Twigger Publishers, Warszawa 1993 (w języku polskim).
- Privatizing State-owned Enterprises through Transformation into Corporate Entities, [w:] Privatization in Eastern Europe, Parker School, Columbia University, New York 1994.
- Securities Law: Public Trading in Equity Shares, [w:] Business Law Guide to Poland, CCH Europe, 1996.
- Komentarz do ustawy prawo o publicznym obrocie papierami wartościowymi (współautor), C.H. Beck, Warszawa 1999.
- Understanding Modern Company Law. The Polish Example (red.), C.H. Beck, Warszawa 2004.
- Rada nadzorcza spółki akcyjnej. Powoływanie, kompetencje, funkcjonowanie – aspekty prawne (współautor), Wolters Kluwer, Warszawa 2011.